# Black (gra komputerowa)
Black – gra FPS stworzona przez Criterion Studios dla konsoli PlayStation 2 i Xbox.

## Fabuła
Gracz wciela się w sierżanta Jacka Kellara, który jest członkiem zajmującego się zwalczaniem terroryzmu oddziału Black Ops.
Gra zaczyna się filmem wprowadzającym. Ciemny pokój, jedna (dająca mało światła) lampa na suficie, i ktoś tajemniczy przy stole pełnym notatek, akt i wycinków. Do pomieszczenia zostaje wprowadzony skuty sierżant Kellar. Siada przy stole, a tajemniczy mężczyzna rozpoczyna przesłuchanie. Kellar dowiaduje się, że jest oskarżony o niesubordynację w trakcie swojej ostatniej misji w Europie Wschodniej. Może jednak się uratować, opowiadając ze szczegółami swoje ostatnie zadanie. Sierżant nie ma wyboru - zaczyna mówić...
Następuje powrót o kilka dni wcześniej. Kellar znajduje się z misją w Europie Wschodniej. Jego konkretnym zadaniem jest powstrzymać organizację terrorystyczną Seventh Vave i złapać jej dowódców - Lennoxa i Valencia...

## Postacie
- Sgt. Jack Kellar - członek oddziału Black Ops, pododdział Bravo. To jego ruchami kieruje gracz.
- Sgt. MacCarver - partnerka Sgt. Kellara z pododdziału Bravo. Spotkanie z nią następuje w zadaniu Treneska Border Crossing.
- Sgt. Solomon - trzeci członek pododdziału Bravo. Dołącza do oddziału w misji Naszran Foundry.
- Lennox - szef organizacji terrorystycznej Seventh Vave.
- Valencio - prawa ręka Lennoxa. Ukrywa się w Tivliz Asylum.

## Technikalia
Gra bazuje na silniku graficznym RenderWare, użytym choćby w serii GTA. Na potrzeby gry został maksymalnie podrasowany, tym samym oferując:
- efektowną grafikę (wybuchy, światło, dymy, ogień, wykonanie broni)
- dobrą oprawę dźwiękową (dźwięki strzałów, wybuchów; okrzyki i rozmowy terrorystów po rosyjsku)
- rag-doll (reakcje przeciwników na postrzały w głowę, ramiona, wybuch rakiety czy granatu)

Gra nastawiona jest na jak największą efektowność, chcąc dać graczowi maksymalną radość z eliminacji kolejnych przeciwników. Dlatego reakcje przeciwników na postrzał są nieco przesadzone (jak np. przewrót w tył po trafieniu w głowę czy eksplozja przeciwnika z wyrzutnią rakiet). Spora część budynków może się rozpaść przy trafieniu rakietą lub granatem. Owe efekty są skryptowane, ale wykonane bardzo efektownie (podobny zabieg jak w grach Call of Duty i Battlefield).